# Kryzys polityczny w Egipcie (2012–2014)
Kryzys polityczny w Egipcie (2012–2014) obejmuje okres porewolucyjny w Egipcie, w dalszym ciągu charakteryzujący się antyrządowymi protestami o charakterze politycznym. Początkowo demonstranci wyrażali swój sprzeciw przeciwko władzy prezydenta Muhammada Mursiego, wyniesionego na fali egipskiej rewolucji w trakcie Arabskiej Wiosny, oraz rządom islamistów, którzy przyjęli kontrowersyjny projekt konstytucji.
Mursi ostatecznie został obalony 3 lipca 2013 w wyniku wojskowego zamachu stanu. Skutkiem tego było uchylenie konstytucji z 25 grudnia 2012 oraz przejęcie władzy przez juntę wojskową, która jako tymczasowego prezydenta obsadziła Adliego Mansura. Okres ten charakteryzował się chaosem w państwie, otwartym konfliktem między zwolennikami i przeciwnikami obalonego Muhammada Mursiego oraz Bractwa Muzułmańskiego. Doprowadziło to m.in. do masakry w Kairze i przemocy w całym kraju oraz represjami wobec członków Bractwa Muzułmańskiego, które uznano za organizację terrorystyczną.

## Transformacja porewolucyjna

### Rządy Najwyższej Rady Wojskowej
Egipt był drugim krajem po Tunezji w którym w 2011 na fali Arabskiej Wiosny obalono prezydenta. Po 17 dniach rewolucji, 11 lutego 2011 ze stanowiska ustąpił długoletni dyktator Husni Mubarak. Wówczas władzę w Egipcie przejęła Najwyższa Rada Wojskowa z Muhammadem Husseinem Tantawim na czele.
Pierwszymi decyzjami junty wojskowej było rozwiązanie parlamentu, zawieszenie obowiązującej konstytucji i powołanie komitetu, który za zadanie miał opracować nową ustawę zasadniczą. Obowiązująca wówczas konstytucja Egiptu przewidywała, że w wypadku opróżnienia urzędu prezydenckiego wybory powszechne winny odbyć się w ciągu 90 dni. Ponadto obiecano, że referendum konstytucyjne odbędzie się w ciągu dwóch miesięcy, a proponowane poprawki do konstytucji będą przygotowane w ciągu 10 dni. Jednak po dwóch tygodniach od obalenia Mubaraka lud znów wyszedł na ulice, domagając się przyśpieszenia procesu demokratycznego i zniesienia stanu wyjątkowego.
3 marca 2011 Rada Najwyższa Sił Zbrojnych zdecydowała się przyjąć rezygnację premiera Ahmeda Szafika, którego dymisji domagała się opozycja i powierzyć funkcję premiera dotychczasowemu ministrowi transportu, Isamowi Szarafowi. 19 marca 2011 odbyło się referendum konstytucyjne ws. zmian w ustawie zasadniczej zaproponowanych przez komisję powołaną przez rządzącą juntę wojskową. Najwyższa Rada Wojskowa zaproponowała zmiany w konstytucji Egiptu obejmujące ograniczenie sprawowania urzędu prezydenta państwa do dwóch czteroletnich kadencji, liberalizację wymagań dla kandydatów (poparcie 30 parlamentarzystów albo 30 tysięcy wyborów w połowie gubernatorstw albo nominację przez partię mającą przedstawiciela w parlamencie). Prezydent musiałby też wyznaczyć zastępcę w ciągu 60 dni od zaprzysiężenia. Następnego dnia komisja wyborcza poinformowała, że 77% głosujących poparło zmiany w konstytucji przy frekwencji 41%.
W kwietniu 2011 odbywały się demonstracje opozycji niezadowolonej z powolności przemian politycznych, łagodnego traktowania ludzi związanych z rządem Mubaraka oraz faktem, że przywódca junty wojskowej, Muhammad Husejn Tantawi, przez wiele lat był związany z Mubarakiem. Po wzroście napięć społecznych powołano komisję, która zajęła się badaniem przebiegu rewolucji.

### Wybory parlamentarne
Początkowo planowane wybory parlamentarne zaplanowane na wrzesień 2011, rozpoczęły się ostatecznie w 28 listopada 2011. Na dziesięć dni przed startem pierwszej tury wyborów parlamentarnych, na Placu Tahrir w Kairze przeprowadzano demonstracje nawołujące wojskowych do oddania władzy w ręce cywilne. Protestowali także przeciwko planom konstytucji, według której po wyborze nowego prezydenta, armia będzie miała wpływ na kwestie polityki wewnętrznej, budżetu oraz będzie wyłączona spod cywilnej kontroli. Konstytucja ta de facto utrzymała by wojskowych przy władzy po transformacji. Ponadto domagali się rozpisania wyborów prezydenckich najpóźniej do kwietnia 2012. Niezadowoleni chcieli także zastąpienie gabinetu wojskowych rządem ocalenia narodowego.
Wybory parlamentarne według egipskiej ordynacji wyborczej odbywały się w kilku turach. 28 listopada 2011 rozpoczęła się I faza wyborów do niższej izby parlamentu, które trwały do 10 stycznia 2012. 40 mln uprawnionych do głosowania obywateli wybierało 498 deputowanych do Zgromadzenia Ludowego. Pozostałych dziesięciu z 498 osobowego parlamentu (gdyż niższa izba parlamentu liczyła 508 deputowanych) mianował przewodniczący Rady Wojskowej Muhammad Husajn Tantawi. 27 muhafaz Egiptu podzielono na trzy okręgi, w których stopniowo będą odbywały się po dwie tury wyborów. Na początku do urn poszli mieszkańcy Kairu i Aleksandrii. Druga tura rozpoczęła się 5 grudnia 2011. 14 grudnia 2011 do głosowania przystąpili mieszkańcy Suezu i Asuanu, a od 3 stycznia 2012 Synaju i regionu delty Nilu.
Z kolei wybory senatorów do Rady Szury odbyły się w dniach od 29 stycznia 2012 do 22 lutego 2012. Egipska ordynacja wyborcza przewidywała głosowanie w okręgach jednomandatowych (jedna trzecia miejsc w nowym parlamencie) oraz głosowanie według ordynacji proporcjonalnej (dwie trzecie miejsc w nowym parlamencie). Wybory do obu izb wygrała Partia Wolności i Sprawiedliwości, będąca politycznym organem Bractwa Muzułmańskiego, zdobywając odpowiednio do Zgromadzenia Ludowego i Rady Szury 37,5% i 45%.

### Pierwsze wolne wybory prezydenckie
Za rządów Najwyższej Rady Wojskowej toczył się proces Husni Mubaraka oraz jego synów Alaa i Gamaa. Proces rozpoczął się 3 sierpnia 2011 i zakończył się 2 czerwca 2012 wyrokiem kairskiego sądu. Mubarak został skazany na karę dożywotniego więzienia za współudział w śmierci kilkuset demonstrantów. Oprócz tego pierwsza połowa 2012 stała pod znakiem kampanii wyborczej. Początkowo zaplanowane wybory na kwiecień, zostały przesunięte na maj i czerwiec 2012, co także wywołało demonstracje, gdyż lud domagał się jak najszybszego transferu władzy.
W większości sondaży przed wyborczych prowadził niezależny kandydat Amr Musa. Jednak związku ze zdominowaniem parlamentu przez Bractwo Muzułmańskie, komentatorzy spodziewali się dobrego wyniku Muhammada Mursiego (Partia Wolności i Sprawiedliwości) wywodzącego się z (i rekomendowanego przez) Braci Muzułmańskich. Pierwsza tura wyborów odbyła się w dniach 23–24 maja 2012. Zwyciężył w niej Mursi (24,78%), wyprzedzając nieznacznie niezależnego kandydata Ahmada Szafika (23,66%), byłego premiera z czasów Mubaraka uważanego za człowieka dawnego reżimu. Amr Musa przepadł na piątym miejscu z wynikiem 11,13%. W drugiej turze głosowania w dniach 16-17 czerwca 2012 Mursi pokonał Szafika, uzyskawszy 51,73% głosów.

## Rządy Muhammada Mursiego

### Zaprzysiężenie Mursiego na prezydenta Egiptu

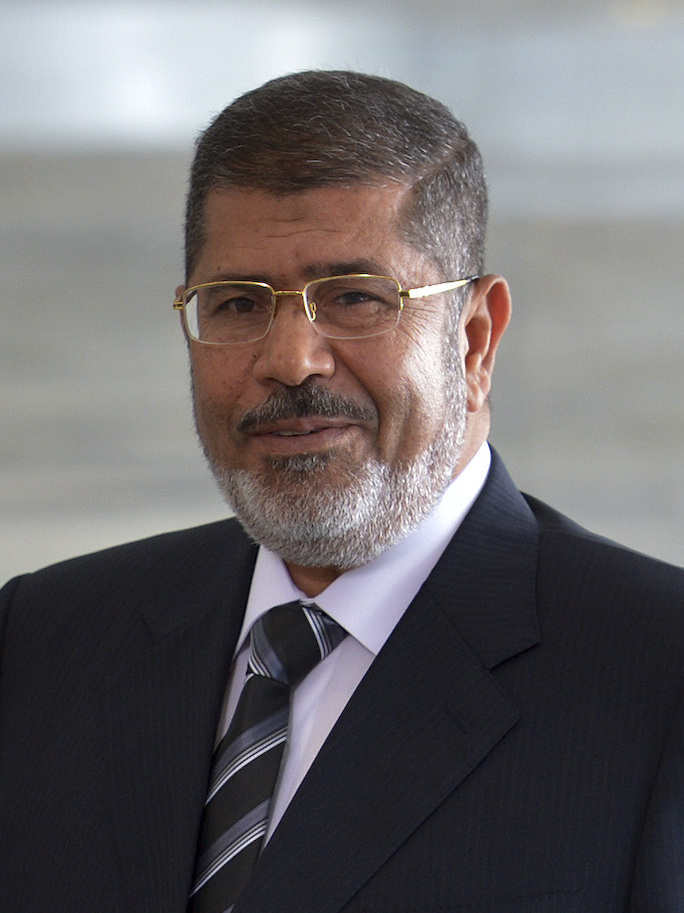
Prezydent Muhammad Mursi (30 czerwca 2012 – 3 lipca 2013)

Nowy prezydent zaprzysiężony na stanowisko 30 czerwca 2012 zobowiązał się do powołania szerokiego rządu, złożonego z przedstawicieli różnych środowisk społecznych. Zrezygnował ze stanowiska przewodniczącego Partii Wolności i Sprawiedliwości. wcześniej, bo 16 czerwca 2012 Najwyższa Rada Sił Zbrojnych w wydanym dekrecie oficjalnie rozwiązała Zgromadzenie Ludowe, gdyż Sad Najwyższy podjął decyzję o unieważnieniu wyborów parlamentarnych i przeprowadzeniu nowego głosowania, gdyż odbyło się ono w sprzeczności z konstytucją. Bezpośrednią przyczyną było nie zapewnienie równych szans kandydatom niezależnym. Oznaczało to, że nowo wybrany prezydent urzędować miał bez zaplecza parlamentarnego oraz bez jasno określonych uprawnień w konstytucji, która również nie została wcześniej uchwalona. Najwyższa Rada Sił Zbrojnych ogłosiła także Tymczasową Deklarację Konstytucyjną, ograniczając kompetencje prezydenta. Wybory parlamentarne mogły być zorganizowane dopiero po uchwaleniu nowej konstytucji. Jednak prezydenckim dekretem z 8 lipca 2012, Muhammad Mursi przywrócił skład zdominowanego przez islamistów parlamentu.
25 czerwca 2012 do dymisji podał się rząd premiera Kamala Ganzuriego w celu umożliwienia powołania nowego gabinetu. 24 lipca 2012 Mursi desygnował na urząd premiera Hiszama Kandila, dotychczasowego ministra zasobów wodnych, który objął urząd 2 sierpnia 2012. 12 sierpnia 2012 prezydent w wydanym dekrecie ogłosił przejście na wojskową emeryturę szefa sztabu generalnego oraz marszałka Tantawiego, który utracił również stanowisko ministra obrony. Jednocześnie anulował wydaną w czerwcu 2012 przez radę wojskową deklaracją konstytucyjną ograniczającą uprawnienia szefa państwa.

### Demonstracje przeciwko dekretom Mursiego
22 listopada 2012 Muhammad Mursi wydał dekrety, które rozszerzyły jego prerogatywy, co w ocenie egipskiej opozycji groziło przeprowadzeniu demokratycznych przemian w państwie. Z dekretów wynikało, że do czasu opracowania nowej egipskiej konstytucji, żaden organ w tym Sąd Najwyższy, nie może ograniczyć jego decyzji. Kolejne dekrety dawały zielone światło na powtórne procesy wysokich urzędników z czasów rządów Mubaraka, zakazywały rozwiązywania Zgromadzenia Narodowego do czasu opracowania ustawy zasadniczej. Mursi nadał sobie prawo do „podejmowania decyzji, które chroniłyby rewolucję”, zdymisjonował też prokuratora generalnego Abd al-Magida Mahmuda, a na stanowisko mianował Talata Abd Allaha. Dekrety miały obowiązywać aż do czasu opracowania nowej ustawy zasadniczej i wyłonienia parlamentu w kolejnych wyborach.
Decyzje prezydenta spotkały się z krytyką opozycji. Dzień po ogłoszeniu dekretów na kairskim Placu Tahrir i pod pałacem prezydenckim zebrały się tysiące przeciwników prezydenta. Wezwano nawet do „Marszu milionów” znanych z rewolucji egipskiej. Laureat pokojowej nagrody nobla Muhammad el-Baradei napisał na portalu społecznościowym Twitter, iż Mursi „głosił się nowym faraonem”. Zaniepokojenie decyzjami prezydenta wyraziło ONZ, które według organizacji mogą mieć poważne konsekwencje, w kwestii przestrzegania praw człowieka i rządów prawa w Egipcie, a także Stany Zjednoczone. Posunięcie Mursiego skrytykowała Najwyższa Rada Prawna, która jest zwierzchnim organem wymiaru sprawiedliwości Egiptu. W ocenie prawników był to atak na niezawisłość sądów egipskich.
Na Placu Tahrir w dzień po ogłoszeniu dekretów w dalszym ciągu trwała demonstracja przeciwników Mursiego i Bractwa Muzułmańskiego skupiona w opozycyjnym bloku Frontu Ocalenia Narodowego. W kilku miastach doszło do starć, a w Aleksandrii, Suezie, Ismailii i Port Said podpalano siedziby rządzącej partii, z której wywodzi się prezydent. Społeczeństwo oskarżyło pierwszego demokratycznie wybranego prezydenta w historii Egiptu o zapędy autorytarne. Na Placu Tahrir policja użyła gazu łzawiącego przeciwko demonstrantom. W Aleksandrii doszło do starć zwolenników i przeciwników prezydenta.

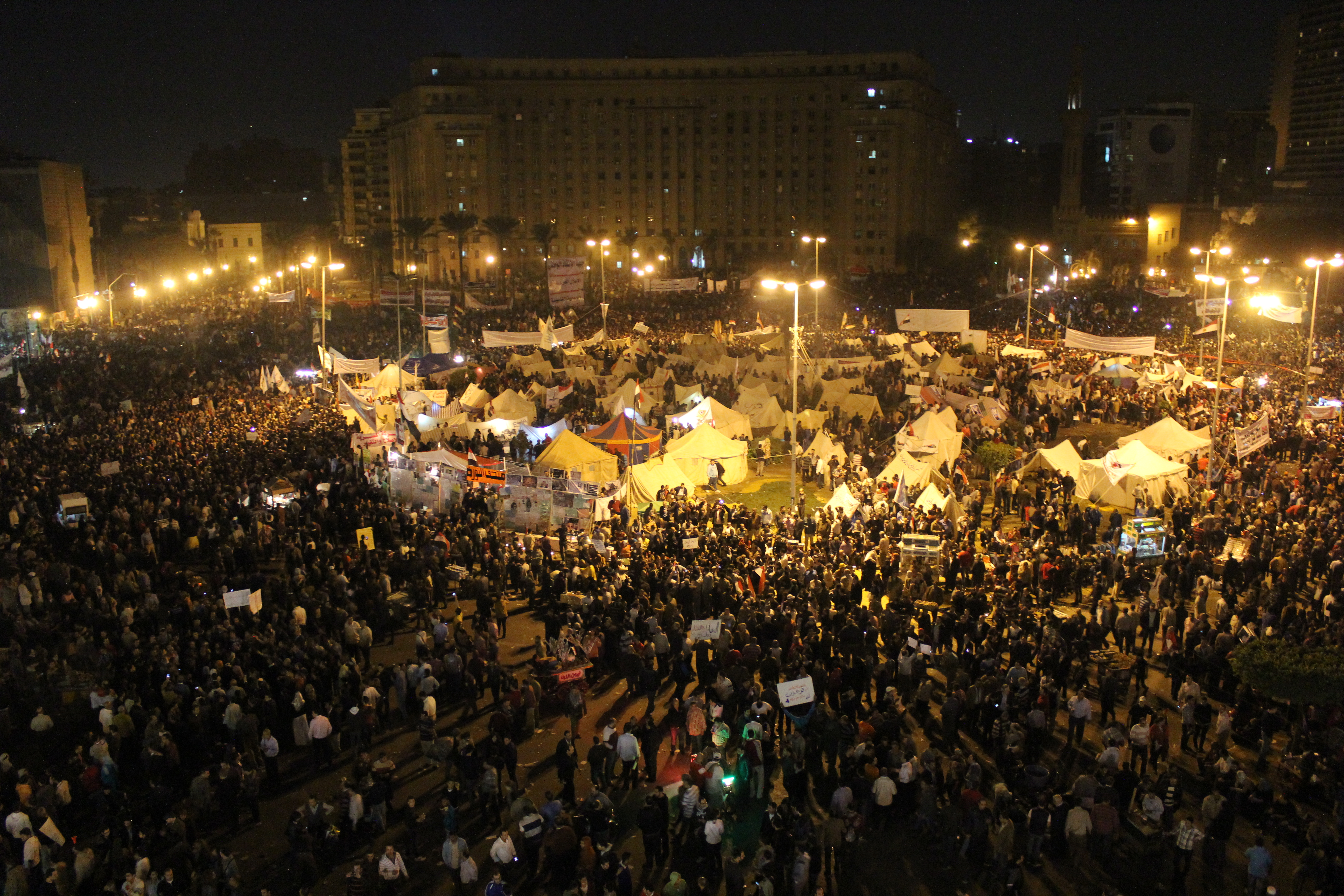
Protest na Placu Tahrir 27 listopada 2012

24 listopada 2012 w Kairze doszło do zamieszek i starć między zwolennikami i przeciwnikami prezydenta. Strony obrzucały się kamieniami i koktajlami Mołotowa. Interweniowała policja, która użyła gazu łzawiącego i gumowych kul. 25 listopada 2012 Musri w swoim wystąpieniu ogłosił, iż dekrety są tymczasowym rozwiązaniem. Wezwał do dialogu narodowego, który odrzuciła opozycja. Do tego czasu w Egipcie w starciach z policją rannych zostało 500 osób.
26 listopada 2012 Mursi powiedział sędziom z Najwyższej Rady Prawnej, że nie zmieni swych dekretów, które zwiększają jego uprawnienia. Obserwatorzy wskazywali, że uprawnienia te stawiają prezydenta i zespół pracujący nad literą nowej konstytucji ponad egipskim sądownictwem. Tymczasem podczas zamieszek w Damanhour zginął nastoletni członek Bractwa Muzułmańskiego. 27 listopada 2012 odbyła się wielka demonstracja na Placu Tahrir. Tysiące ludzi skandowało hasła przeciwko dekretom Mursiego i Bractwu Muzułmańskiemu. Do starć doszło na ulicy między ambasadą USA a placem Tahrir, gdzie zgromadziło się 300 tys. ludzi. 28 listopada 2012 egipski Trybunał Konstytucyjny oskarżył prezydenta o włączenie się w kampanię ataków na tę instytucję. W zamieszkach tego dnia zginęły dwie osoby.

### Przyjęcie projektu ustawy zasadniczej przez Konstytuantę

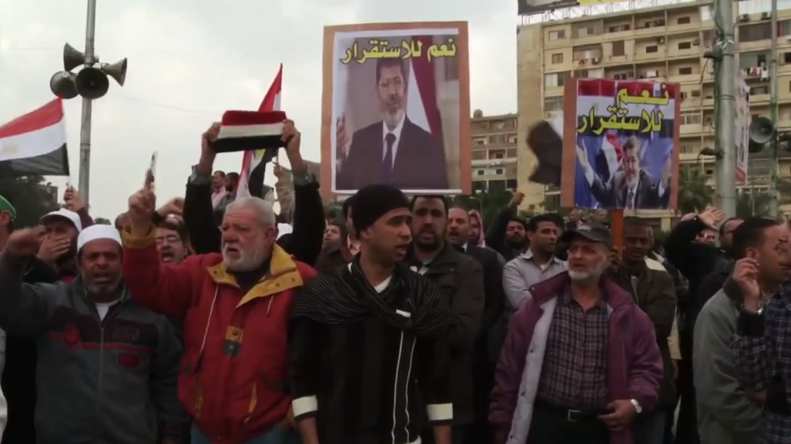
Protesty prorządowy

30 listopada 2012 Konstytuanta zakończyła pracę nad projektem konstytucji. Najwięcej kontrowersji budziło zapisanie prawa koranicznego w nowej konstytucji. Ostatecznie po dyskusji między islamistycznymi salafitami a liberałami w zgromadzeniu konstytucyjnym przegłosowano każdy z 234 artykułów ustawy zasadniczej. W projekcie m.in. ograniczono też okres sprawowania władzy przez prezydenta do dwóch czteroletnich kadencji. Wprowadzono cywilną kontrolę nad armią, tak więc był to zapis różniący się od forsowanych przez Najwyższą Radę Wojskową podczas jej rządów postulatów. Prezydent mógł wypowiadać wojnę po uzyskaniu zgody przez parlament i skonsultowaniu się z Radą Obrony Narodowej, w skład której wchodzą przedstawiciele wojska i policji. Obserwatorzy skrytykowali zapisy dt. praw kobiet i wolności słowa. Projekt konstytucji został zatwierdzony przez Mursiego, który na 15 grudnia 2012 podał datę referendum, w którym obywatele mieli się opowiedzieć za przyjęciem, bądź odrzuceniem konstytucji.
Po ogłoszeniu projektu konstytucji, 100 tys. ludzi wyszło na ulice egipskich miast. Ludzie protestowali przeciwko projektowi ustawy zasadniczej, argumentując, że decydujący wpływ na jej kształt mieli islamiści. Opozycja twierdziła, że przyjęty w pośpiechu projekt konstytucji tylko pogłębił podziały w Egipcie. Z kolei 1 grudnia 2012 odbył się marsz poparcia Mohammada Mursiego. Równocześnie na Placu Tahrir trwały manifestacje przeciwników rządów islamistów w Egipcie. 2 grudnia 2012 Egipska Rada Prawna miała zweryfikować legalność Konstytuanty, która opracowała projekt ustawy zasadniczej. Jednak do posiedzenia Rady Prawniczej nie doszło, gdyż pod jej siedzibą koczowali stronnicy Mursiego, którzy zablokowali dostęp do budynku.

### Krytyka projektu konstytucji i protesty przeciwko rządom islamistów

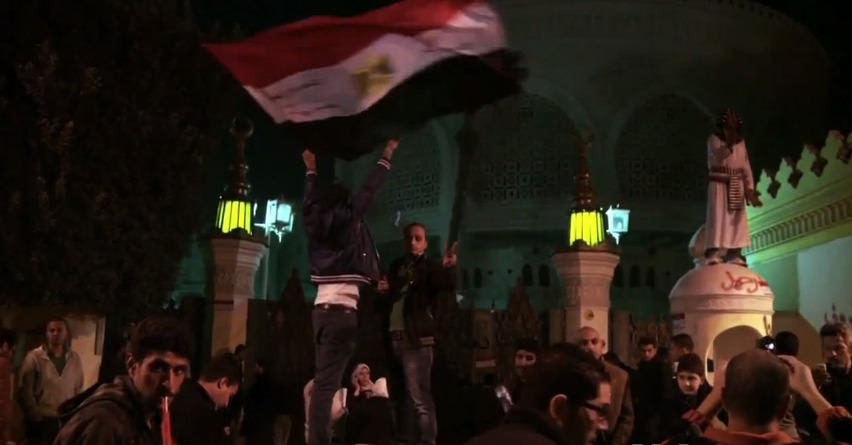
Protest antyrządowy

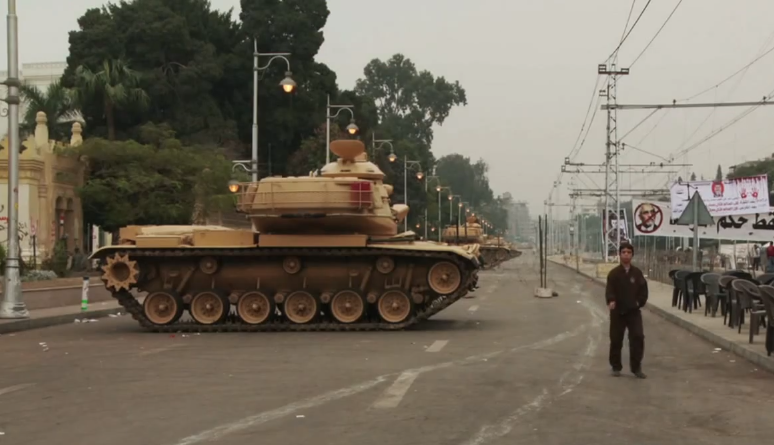
Czołg pod pałacem prezydenckim

4 grudnia 2012 osiem niezależnych egipskich dzienników zawiesiło publikacje swoich numerów w proteście przeciwko ograniczeniu wolności słowa, co uwarunkowała według przeciwników rządu nowa konstytucja. Tymczasem demonstranci ruszyli na pałac prezydencki, dając „ostatnie ostrzeżenie” Mursiemu. Tłum przerwał policyjne blokady chroniące dostęp do pałacu. Następnie na noc ludzie rozbili obozowisko przed pałacem. 5 grudnia 2012 przed pałacem prezydenckim w Kairze zwolennicy zmobilizowani przez Bractwo Muzułmańskie i przeciwnicy prezydenta obrzucali się po południu kamieniami i koktajlami Mołotowa. Podpalono samochody służące do rozpędzenia zamieszek, podczas których padły strzały. W gwałtownych zamieszkach zginęło dziesięć osób, a kilkaset zostało rannych. Starcia wybuchły również w Suezie, gdzie zginęły dwie osoby. W związku z zaostrzającą się sytuacją w Kairze Muhammad el-Baradei i były szef Ligi Arabskiej Amr Musa zaapelowali do prezydenta o cofnięcie dekretów i powołania nowej komisji konstytucyjnej, która ich zdaniem pełniej reprezentowałaby egipskie społeczeństwo.
Po zamieszkach, 6 grudnia pod pałacem prezydenckim rozmieszczono trzy czołgi. Przed siedzibę prezydenta wysłano również dwa wozy opancerzone, którymi przewieziono uzbrojonych żołnierzy, mających strzec porządku. Opozycja za wybuch przemocy w kraju oskarżyła Mursiego. Mursi ponownie apelował o dialog narodowy, który był według niego jedyną drogą do rozwiązania obecnego kryzysu politycznego. W przemówieniu padły słowa, iż „wynajęci bandyci” spowodowali zamieszki z 5 grudnia 2012. Zapewnił po raz kolejny, że jego prerogatywy wygasną po 15 grudnia 2012, czyli dacie referendum konstytucyjnego. Apel ten odrzucił Ruch 6 kwietnia, który odegrał kluczową rolę w obaleniu Hosniego Mubaraka. Ponadto wezwał do demonstracji przeciwko decyzją Mursiego. 7 grudnia 2012 demonstranci ponownie przedostali się przez druty kolczaste na plac pałacu prezydenckiego. Gwardia Republikańska strzegła wejścia do siedziby prezydenta.
9 grudnia 2012 Muhammad Mursi anulował dekrety rozszerzające jego władzę. Decyzję podjęto na naradzie 13 partii islamistycznych w Kairze. Nie zmieniono jednak daty referendum konstytucyjnego. Uargumentowano to, że z punktu widzenia prawa przesunięcie głosowania z 15 grudnia 2012 było niemożliwe. Opozycja od razu odrzuciła datę przeprowadzenia referendum, gdyż według opozycyjnego bloku Frontu Ocalenia Narodowego, projekt konstytucji nie reprezentował całego narodu. Opozycjoniści wezwali do nowych protestów, mimo anulowania dekretów.
11 grudnia 2012 przeciwnicy prezydenta Mursiego zgromadzonego na Placu Tahrir zostali zaatakowani przez uzbrojonych napastników. Demonstrantów obrzucano koktajlami Mołotowa i otwarto do nich ogień. Mimo tego grupy lewicowe, liberałowie i opozycyjne ruchy wezwały do marszów na pałac prezydencki i do demonstracji na placu Tahrir w proteście przeciwko referendum konstytucyjnemu. Islamiści z kolei nawoływali do marszów poparcia dla prezydenta.
12 grudnia 2012 partie skupione w Narodowym Froncie Wyzwolenia niespodziewanie zapowiedziały swoje zaangażowanie w rozmowach na temat nowej konstytucji. Wcześniej zarzekały, iż nie uczynią tego, dopóki referendum konstytucyjne nie zostanie odwołane. Jednocześnie opozycja wezwała, by głosować przeciwko projektowi konstytucji.

### Referendum konstytucyjne i przyjęcie islamistycznej ustawy zasadniczej
Referendum konstytucyjne zostało podzielone na dwie tury – 15 i 22 grudnia 2012. W pierwszym terminie głosowano m.in. w Kairze, Aleksandrii i Asuanie. Do urn podczas drugiej tury pójdą mieszkańcy m.in. Gizy, Port Said czy Suezu. W pierwszej turze głosowania projekt konstytucji poparło 56,50% przy frekwencji 33%, co oznaczało ponowny sukces islamistów. W trakcie głosowania odnotowano 4000 przypadków naruszania ordynacji wyborczej, jednak nie wpłynęło to na wynik głosowania. Po opublikowaniu wyników referendum Front Ocalenia Narodowego wezwał Egipcjan, by zmobilizowali się w całym kraju i przed drugą turą referendum konstytucyjnego i zamanifestowali sprzeciw wobec nowej konstytucji.
W II turze głosowania za projektem ustawy zasadniczej opowiedziało się 74% głosujących. Łącznie za nową konstytucją głosowało 63.8%, przeciwko było 36.2% przy frekwencji 32,9%. Opozycja ponownie zgłaszała wiele nieprawidłowości podczas głosowania. Zatwierdzony przez obywateli islamski projekt konstytucji został zaaprobowany następnie przez Radę Szury, a 25 grudnia 2012 zaraz po ogłoszeniu oficjalnych wyników, ratyfikował go prezydent Muhammad Mursi.

### Zamieszki rocznicowe
25 stycznia 2013 w drugą rocznicę wybuchu rewolucji egipskiej w kraju wybuchły gwałtowne zamieszki. Zwołane przez opozycje demonstracje odbywały się powodu żądań ustąpienia prezydenta, zawieszenia obowiązywania nowej konstytucji i ustanowienia płacy minimalnej. Manifestacje szybko przerodziły się w zamieszki. Na kairskim Placu Tahrir użyto gazu łzawiącego, w Ismailii setki protestujących wdarły się do siedziby władz prowincji i biura Partii Wolności i Sprawiedliwości. Zginęła tam jedna osoba. Starcia trwały również w Aleksandrii i Port Saidzie, jednak najbardziej gwałtowny przebieg demonstracji miał miejsce w Suezie, gdzie zginęło dziewięć osób. Do Suezu po decyzji Muhammada Mursiego wysłano dodatkowe jednostki wojskowe.
Tymczasem 26 stycznia 2013 sąd w Port Saidzie ogłosił wyrok śmierci przez powieszenie na 21 pseudokibicach odpowiedzialnych o udział w zamieszkach z 1 lutego 2012 po meczu piłki nożnej w Port Saidzie. Wówczas w wyniku bijatyki na stadionie i poza nim zginęło 79 osób. Tuż po ogłoszeniu wyroku przed budynkiem więzienia, w którym przetrzymywani byli oskarżeni i skazani, wybuchły kolejne zamieszki. Setki kibiców owacyjnie przyjęło wyrok, jednak pozostała część zaatakowała policję. Rozwścieczeni kibice atakowali posterunki policji i sympatyków innych drużyn. W ulicznych zamieszkach zginęło co najmniej 16 osób.
Po dwóch dniach intensywnych zamieszek, prezydent wprowadził stan wyjątkowy na okres 30 dni w prowincjach Port Saidzie, Ismaila i Suez. W tym okresie będzie obowiązywać godzina policyjna – od godz. 21 do 6 czasu lokalnego. W oświadczeniu do narodu, powiedział, że nie zawaha się użyć nawet bardziej zdecydowanych kroków, aby opanować sytuację w kraju i zapobiec rozlewowi krwi. Zaznaczył, że nie jest to powrót do autorytaryzmu, a wdrażanie demokracji. Wezwał też przywódców opozycji do podjęcia dialogu narodowego w poniedziałek. Do rozmów zaprosił trzech liderów Frontu Ocalenia Narodowego: Muhammada el-Baradei, Amr Musę oraz Hamdina Sabahiego.
Wkrótce po przemowie prezydenta, na ulicach Ismaili odbyła się manifestacja, podczas której skandowano: „Precz z Mursim, precz ze stanem wyjątkowym”. 28 stycznia 2013 Muhammada el-Baradei odrzucił propozycję podjęcia dialogu. Laureat pokojowej Nagrody Nobla, powiedział, że dialog nie zostanie podjęty, dopóki Mursi nie weźmie na siebie odpowiedzialności za rozlew krwi w Egipcie podczas jego prezydentury. Jednak dwa dni później el-Baradei zmienił zdanie. Na Twitterze napisał: „Potrzebujemy natychmiastowego spotkania prezydenta, ministrów obrony i spraw wewnętrznych, salafitów i Frontu Ocalenia Narodowego, by podjąć pilne działania w celu powstrzymania przemocy i rozpoczęcia poważnego dialogu”.

### Rozczarowanie rządami Mursiego, odroczenie wyborów parlamentarnych i przemoc na tle religijnym
1 lutego 2013 protestujący obrzucili butelkami z benzyną pałac prezydencki. Społeczeństwo przyznało, że czuło się rozczarowane rządami Mursiego i oczekiwało jego odejścia. 4 lutego 2013 egipska opozycja ogłosiła, że służby porządkowe zakatowały na śmierć jednego z aktywistów. Ciało zabitego nosiło ślady tortur – mężczyzna był rażony prądem, miał pęknięte żebra i ślady duszenia na szyi. Przyczyną zgonu były ciężkie obrażenia głowy. Liczba zabitych w nowej fali protestów wzrosła do 60. Tymczasem w czasie trwania protestów na Placu Tahrir do Kairu 5 lutego 2013 przybył prezydent Iranu Mahmud Ahmadineżad. Był to pierwszy od 24 lat prezydent Iranu goszczący w Egipcie. Prezydentura Mursiego przyniosła bowiem ocieplenie w stosunkach z Teheranem.
W czasie protestów w Kairze, muzułmańscy duchowni wydali fatwę wzywającą do zabicia liderów egipskiej opozycji. Premier Hiszam Kandil potępił fatwę i rozważał wszczęcie postępowania karnego przeciwko duchownemu. Fatwa została potępiona również przez Bractwo Muzułmańskie oraz najważniejszą religijną instytucję w kraju, uniwersytet muzułmański Al-Azhar. Kolejny skandal wywołały słowa innego salafickiego duchownego, które nazwał opozycyjne aktywistki „diablicami” i że same się proszą o zgwałcenie. Chciał tym samym usprawiedliwić gwałty na 25 kobietach w trakcie protestów.
Kolejne starcia między policją a demonstrantami, miały miejsce 11 lutego 2013 w drugą rocznicę obalenia Mubaraka. Manifestujący przed pałacem prezydenckim tłum żądał reform politycznych i społecznych. Policja w celu rozpędzenia protestujących, którzy rzucali koktajle Mołotowa w kierunku siedziby prezydenta, użyła armatek wodnych i gazu łzawiącego.
Ponowne demonstracje antyrządowe miały miejsce w nocy z 1 na 2 marca 2013 w Mansurze. Zginęła tam jedna osoba potrącona przez transporter opancerzony. 2 marca 2013 protestujący podpalili komisariat w Port Saidzie. Według samej policji tłum zaatakował policyjne pojazdy, którymi mieli być przetransportowani do sądy podejrzani o udział w zamieszkach. Podczas wynikłej bójki rannych zostało czterech przedstawicieli sił bezpieczeństwa i co najmniej dwóch demonstrantów. 9 marca 2013 sąd utrzymał wyroki kary śmierci dla 21 osób za udział w zamieszkach po meczu piłkarskim w lutym 2012. Wywołało to nowe zamieszki w której zginęła jedna osoba. Ponadto fani drużyny Al-Ahly podpalili w Kairze siedzibę egipskiej federacji piłkarskiej.
Pod koniec marca 2013 sąd apelacyjny unieważnił decyzję prezydenta Egiptu Muhammada Mursiego z listopada 2012 o zdymisjonowaniu prokuratora generalnego kraju Abdela Magida Mahmuda. Decyzję Mursiego krytykowali członkowie prokuratury i sędziowie, którzy twierdzili, że godzi ona w niezawisłość wymiaru sprawiedliwości. Po anulowaniu decyzji, sąd apelacyjny nakazał ministerstwu sprawiedliwości, przywrócenie Mahmuda na stanowisko.
Na początku kwietnia 2013 wybuchła przemoc na tle religijnym. 5 kwietnia 2013 w starciach z muzułmanami w mieście Kusus zginęło 4 Koptów, a 66 zostało rannych. Dwa dni później podczas uroczystości pogrzebowych ofiar z Kusus, doszło do rozruchów w których od broni śrutowej zginął muzułmanin. Chrześcijanie wznosili okrzyki przeciwko prezydentowi Egiptu Muhammadowi Mursiemu i jego zdominowanemu przez islamistyczne Bractwo Muzułmańskie rządowi. Interweniowało wówczas wojsk, które użyło gazu łzawiącego. Inne walki religijne miały miejsce w Aleksandrii 17 maja 2013, gdzie chrześcijanie i muzułmanie obrzucali się koktajlami Mołotowa.
W 2013 w Egipcie miały odbyć się wybory parlamentarne, jednak zostały one odroczone przez Najwyższą Komisję Wyborczą po decyzji Trybunału Administracyjnego o uchyleniu prezydenckiego dekretu w sprawie wyborów. Trybunał Administracyjny unieważnił dekret prezydenta Mohammeda Mursiego w sprawie terminu wyborów, argumentując, że Szura (izba wyższa parlamentu) przed ostatecznym uchwaleniem znowelizowanej ordynacji wyborczej nie przedstawiła jej do oceny Najwyższemu Trybunałowi Konstytucyjnemu. W czerwcu 2012 Trybunał Konstytucyjny doprowadził do rozwiązania izby niższej, twierdząc, iż została wybrana w sposób niezgodny z ustawą zasadniczą, gdyż nie zapewniono równych szans kandydatom niezależnym.

## Zamach stanu i władza w rękach junty wojskowej

### Zamieszki w pierwszą rocznicę objęcia rządów przez Mursiego
26 czerwca 2013, na kilka godzin przed zapowiedzianym orędziem prezydenta, na północy kraju doszło do starć zwolenników i przeciwników szefa państwa. Zginęły w nich dwie osoby, a ponad 200 zostało rannych. Opozycja po raz kolejny wezwała Mursiego do ustąpienia. Po zamieszkach, Mursi w swoim wystąpieniu ogłosił chęć powołania międzypartyjnej komisji „pojednania międzynarodowego” w której znaleźć miały by się różne opcje polityczne muzułmańskie i chrześcijańskie. Komisja miałaby za zadanie zaproponować poprawki do konstytucji, przyjętej w referendum z grudnia 2012. Mursi w przemówieniu ostrzegł także, że pogłębiające się podziały w egipskiej polityce zagrażają demokracji. W przeddzień pierwszej rocznicy objęcia urzędu przyznał się też do błędów, które jednak „można było naprawić”.
28 czerwca 2013 w zamieszkach między zwolennikami i przeciwnikami Mursiego zginęły trzy osoby, w tym Amerykanin zabity w Aleksandrii. Jednak największa demonstracja odbyła się 30 czerwca 2013 na Placu Tahrir w pierwszą rocznicę zaprzysiężenia Mursiego. Demonstracje odbyły się także w Aleksandrii, Port Saidzie oraz Suezie. Przeciwnicy związanego z Bractwem Muzułmańskim prezydenta zarzucali mu monopolizowanie władzy i nieskuteczność w rozwiązywaniu gospodarczych problemów kraju. Ruch Tamarrud (arab. rebelia) poinformował, że pod petycją w tej sprawie zebrał już 22 miliony podpisów. Późnym wieczorem 30 czerwca 2013 protestujący zaatakowali w Kairze siedzibę Bractwa Muzułmańskiego. Obrzucali budynek koktajlami Mołotowa i kamieniami. Niektórzy wdarli się do środka, wynosząc budynku meble, inne elementy wyposażenia i dokumenty. Siedziba została też częściowo podpalona. Wcześniej siedziba została ewakuowana, jednak wywiązała się kilkugodzinna nocna walka, która przyniosła siedem ofiar, a stu zostało rannych. W całym kraju zginęło 16 osób, a 800 odniosło obrażenia. Były to największe demonstracje od czasu rewolucji z 2011.

### Ultimatum dla Mursiego
Rzecznik Bractwa Muzułmańskiego Gihad al-Hadad oświadczył, że Egipcjanie nie będą bezczynnie tolerować ataków na krajowe instytucje i że władze mają prawo do „samoobrony”. Jednocześnie 1 lipca 2013 minister obrony Egiptu, generał Abd al-Fattah as-Sisi oświadczył, że armia nie ma zamiaru się włączać do polityki, ani obejmować stanowisk rządowych, jednak dał politykom 48 godzin na przyjęcie żądań narodu. Także opozycja dała Mursiemu czas do 2 lipca do godz. 17. na ustąpienie. W przeciwnym razie zapowiedziano kampanię „totalnego nieposłuszeństwa obywatelskiego”. Bractwo Muzułmańskie odrzuciło jednak deklarację armii.
Kolejnym ciosem dla Mursiego było przywrócenie na stanowisko przez sąd apelacyjny, prokuratora generalnego Abdela Megida Mahmuda, odsuniętego listopadowym dekretem. Ponadto do dymisji 2 lipca 2013 podało się kilku ministrów w tym minister spraw zagranicznych Muhammad Kamal Ali Amr. Tymczasem w Kairze w dalszym ciągu trwały zmasowane demonstracje. W nocy z 2 na 3 lipca 2013 doszło do ataku na marsz zwolenników Mursiego. Grupa mężczyzn ostrzelała uczestników demonstracji poparcia dla prezydenta w okolicach uniwersytetu. W wyniku tego zginęło 16 osób, a setki odniosło obrażenia. Do starć między zwolennikami i przeciwnikami doszło też w Gizie, gdzie odnotowano siedem zabitych osób.
Podczas nocnych wydarzeń na kairskich ulicach, w telewizji nadano wystąpienie prezydenta, który już wcześniej odrzucił ultimatum wojska i opozycji. W oświadczeniu podał, że nie poda się do dymisji, bo ma „demokratyczny mandat” do sprawowania tego urzędu. W odpowiedzi na stanowisko Mursiego, egipski dziennik „Al-Ahram” w porannym wydaniu napisał, iż 3 lipca 2013 albo prezydent ustąpi, albo zostanie obalony przez wojskowych, którzy w celu rozwiązania kryzysu będą chcieli zaprosić polityków oraz ekspertów społecznych i gospodarczych na rozmowy w sprawie kreślenia „mapy drogowej”. Bowiem ultimatum postawione Mursiemu mijało 3 lipca o godz. 16:30.

### Odsunięcie Mursiego od władzy i „mapa drogowa” dla Egiptu
O godz. 19:00 armia poinformowała Muhammada Mursiego, że nie pełni już funkcji głowy państwa. Bractwo Muzułmańskie nazwało ten komunikat „wojskowym zamachem stanu”. Następnie wiadomość tę podano społeczeństwu. Została ona przyjęta entuzjastycznie, a na Placu Tahrir rozpoczęło się całonocne świętowanie. Ponadto sąd apelacyjny zlecił usunięcie ze stanowiska premiera Hiszama Muhammada Kandila i podtrzymał wyrok roku więzienia dla szefa rządu, wymierzony w kwietniu 2013, za niezastosowanie się do orzeczenia sądu w sprawie renacjonalizacji firmy tekstylnej wyprzedanej przez administrację obalonego prezydenta Husniego Mubaraka.
Po upływie ultimatum, armia zajęła studia państwowej telewizji, na ulice wyjechały czołgi. Zamknięta została również stacja Egipt25 powiązana z Bractwem Muzułmańskim. Jej kierownictwo oraz personel aresztowano. Zamknięto też islamistyczne telewizje Al-Hafiz i An-Na. Żołnierze wkroczyli także do biura Al-Dżaziry. Z kolei drugie pod względem wielkości po Bractwie Muzułmańskim ugrupowanie islamistyczne, Partia Nur ogłosiła, iż respektuje decyzje wojska.
Wojskowi poinformowali, że lider laickiej opozycji Muhammad el-Baradei, szejk meczetu Al-Azhar, wielki imam Ahmad at-Tadżib i zwierzchnik Kościoła Koptyjskiego Tawadros II opracowali plan dla kraju popierany przez armię. Mapa drogowa ogłoszona przez dowódcę armii gen. Abd al-Fattaha al-Sisiego przewidywała pozbawienie Mursiego rządów, okres rządów tymczasowych, po których rozpisane mają być wybory generalne. Tymczasową głową państwa został prezes Sądu Konstytucyjnego Adli Mansur, zaprzysiężony oficjalnie 4 lipca 2013. Mansur miał wszelkie instrumenty władzy przypisane egipskiej głowie państwowej. Jego głównym zadaniem było napisać ordynację wyborczą i rozpisać wybory prezydenckie i parlamentarne. Konstytucja państwa została zawieszona, a powołana specjalna komisja, ma ją dokładnie przejrzeć. Wśród punktów mapy drogowej było również powołanie komisji pojednania narodowego, z udziałem ruchów młodzieżowych.
Po ogłoszeniu informacji o zdjęciu z urzędu prezydenta, niespokojnie było m.in. w Aleksandrii, gdzie doszło do starć zwolenników i przeciwników Mursiego. W całym kraju w starciach śmierć poniosły 32 osoby. Nowe władze wydały nakaz aresztowania trzystu członków Bractwa Muzułmańskiego, „którym zarzucono podżeganie do przemocy i zakłócanie bezpieczeństwa i porządku”. Aresztowanych osadzono w tym samym więzieniu co Hosni Mubaraka. Sam Mursi został zatrzymany przez wojskowych i zastosowano wobec niego areszt domowy. Nakaz aresztowania wydano również za liderem Bractwa Muzułmańskiego Muhammadem Badim i jego zastępcą Hajratem as-Szaterem. W odpowiedzi na masowe aresztowania członków Bractwa Muzułmańskiego, 5 lipca 2013 wysoka komisarz ONZ ds. Praw Człowieka Navi Pillay zażądała położenia kresu aresztowaniom. Tego samego dnia Badi wezwał Egipcjan do masowych wystąpień w imieniu obalonego Muhammada Mursiego.
Gratulacje nowym władzom Egiptu przesłał król Arabii Saudyjskiej Abd Allah ibn Abd al-Aziz Al Su’ud, nieprzychylnie nastawiony do Bractwa Muzułmańskiego, ze względu na rosnącą pozycję ideologicznie-polityczną tego ruchu na Bliskim Wschodzie. Swoje zadowolenie z wydarzeń w Egipcie wyraził także syryjski prezydent Baszszar al-Asad walczący w swoim kraju w wojnie domowej. Z kolei wojskowy przewrót w Egipcie potępił Iran, który wcześniej nawiązał ciepłe stosunki z Mursim. Za rządów Mursiego stosunki Egiptu z Syrią były napięte do tego stopnia, że Egipt zerwał je 15 czerwca 2013. Z kolei zaniepokojenie sytuacją w Egipcie wyraził Zachód. Stany Zjednoczone poleciły ewakuacje ambasady w Kairze. Barack Obama wezwał egipskich wojskowych by jak najszybciej powrócili do reguł demokratycznych i oddali władzę w ręce cywilów. Podkreślił też, że USA nie opowiadają się po żadnej ze stron. Swoje zaniepokojenie wyraziło ONZ, a minister spraw zagranicznych Wielkiej Brytanii William Hague zapewnił nowe władze Egiptu o woli współpracy, skrytykował jednak pozbawienie władzy Mursiego.
Zaprzysiężony na tymczasowego prezydenta Adli Mansur zaprosił Bractwo do dialogu politycznego. Jednak 5 lipca szykanowane bractwo Muzułmańskie i inne islamskie ugrupowania odrzuciły apel i wezwały swoich zwolenników do masowych demonstracji. Po tym kilkaset zwolenników obalonego prezydenta, próbowało przedostać się do koszar Gwardii Republikańskiej, gdzie więziony był Mursi. Wówczas żołnierze otworzyli ogień, zabijając co najmniej trzy osoby.
Wieczorem bojówki islamistów i opozycjonistów stoczyły potyczkę na kije, kamienie i koktajle Mołotowa na moście 6 Października w Kairze. Walki między zwolennikami i przeciwnikami prezydenta miały miejsce również w Aleksandrii. Tam śmierć poniosło 12 osób. Z kolei w Al-Arisz na północnym wybrzeżu półwyspu Synaj zwolennicy Mursiego zaatakowali i zajęli siedzibę lokalnych władz. Zginęło tam pięciu policjantów. Łącznie tego dnia w zamieszkach życie straciło 30 osób, a ponad 300 zostało rannych.
5 lipca 2013 w odpowiedzi na wojskowy zamach stanu, Unia Afrykańska zawiesiła Egipt w prawach członka. Zawieszenie ma obowiązywać do czasu przywrócenia ładu konstytucyjnego w Egipcie. Podobne kroki Unia Afrykańska poczyniła wobec zamachów stanu na Madagaskarze (2009), w Nigrze (2010), Wybrzeżu Kości Słoniowej (2011), Mali (2012), Gwinei Bissau (2012) oraz Republice Środkowoafrykańskiej (2013).
7 lipca 2013 trwały nieustannie demonstracje zwolenników i przeciwników Bractwa Muzułmańskiego. Islamiści popierający obalonego Mursiego zebrali się głównie przed jednym z meczetów w kairskiej dzielnicy Nasr City, położonej na obrzeżach miasta. Jego przeciwnicy demonstrowali na placu Tahrir. Dzień później o świcie bojownicy powiązani z bractwem Muzułmańskim dokonali szturmu na budynek Gwardii Republikańskiej. W walkach zginął jeden wojskowy. Odmienną wersję wydarzeń przedstawiło Bractwo Muzułmańskie, według którego o godz. 5:30 otworzono ogień do osób protestujących pod koszarami Gwardii Republikańskiej. Podczas porannych modlitw oddziały wojska i policji zaczęły strzelać z ostrej amunicji do tłumu i obrzuciły go gazem łzawiącym. Według wojska do ludzi strzelali snajperzy z dachów budynków. W masakrze zginęło 54 osób, a 435 zostało rannych. Po wydarzeniach sprzed koszar Gwardii Republikańskiej Adli zaapelował do protestujących, by nie zbliżali się do obiektów wojskowych i innych „istotnych placówek” państwowych. Powołał też komisję specjalną mającą zająć się śledztwem wokół zajścia.

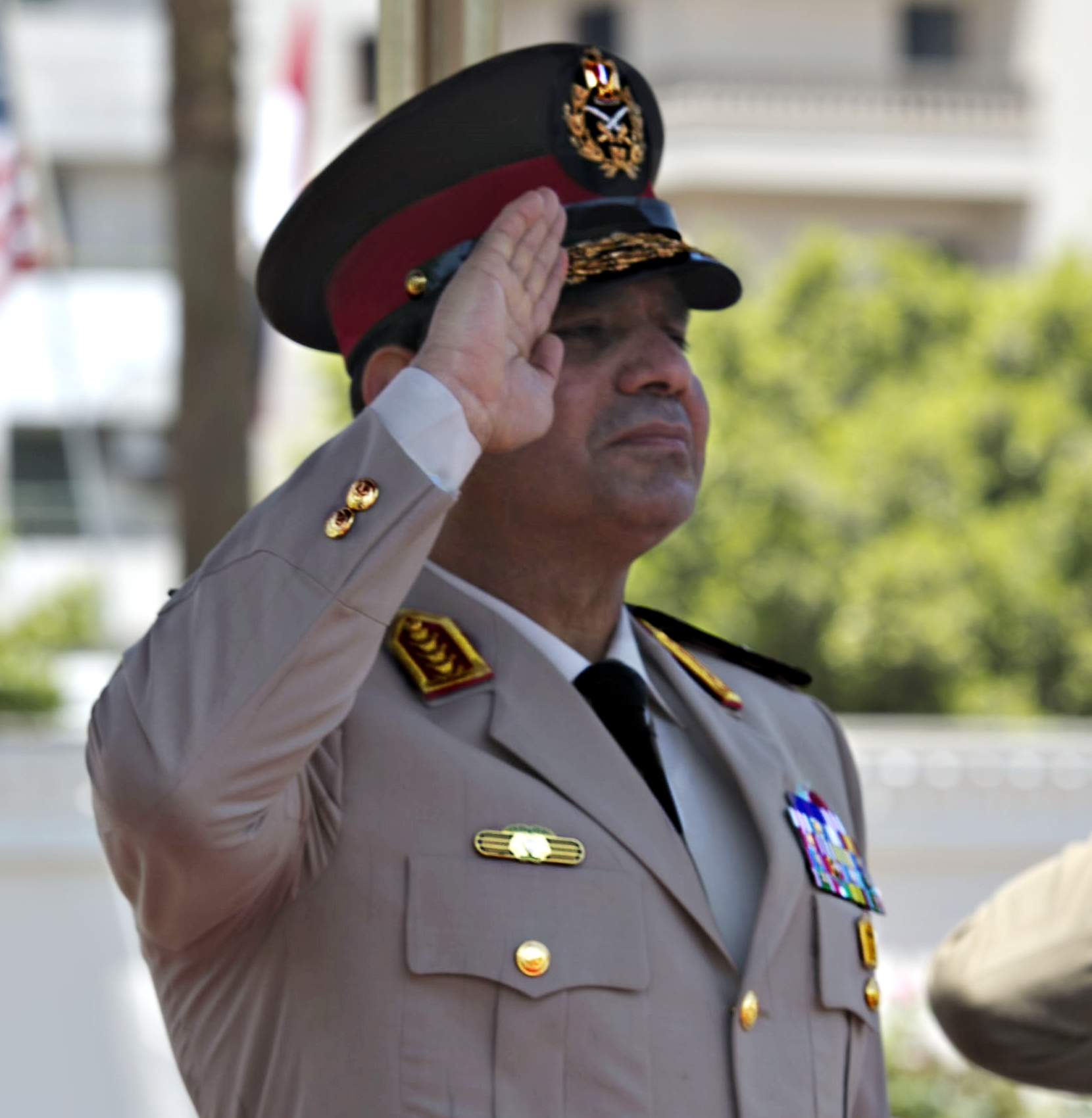
Dowódca puczu – generał Abd al-Fattah as-Sisi

Po masakrze generał as-Sisi ostrzegł, iż armia nie będzie tolerować jakichkolwiek manewrów politycznych, które mogłyby zakłócić okres przejściowy w kraju. Według światowych komentatorów egipska armia po 3 lipca 2013 zamiast przywracać spokój w Egipcie wprowadzała coraz większy chaos. Zaczęło się od zamykania i plądrowania siedzib Bractwa Muzułmańskiego, a także zależnych od nich podmiotów (np. telewizja państwowa), poprzez aresztowanie członków ugrupowania po masakry na cywilach. „Niezależnie od tego, czy armia dała się sprowokować, czy przeprowadziła masakrę z zimną krwią, rezultat jest ten sam: tragedia ludzka i katastrofa polityczna” – pisał francuski Le Monde. Użycie siły przez wojsko krytykowała Amnesty International. Łącznie przez tydzień po zamachu stanu w Egipcie zginęło 88 osób, a 1500 zostało rannych.
Chrześcijanie egipscy, stanowiący 10% społeczeństwa, od czasu obalenia Husniego Mubaraka i objęciu władzy przez Bractwo Muzułmańskie zaczęli coraz bardziej obawiać się o swoje bezpieczeństwo. Stąd też brali udział w protestach przeciwko nowym władzom. Po usunięciu prezydenta Mursiego jego zwolennicy oskarżyli chrześcijan o spiskowanie z wojskiem i Zachodem. Szczególnie gwałtownie skrytykowali zwierzchnika Koptyjskiego Kościoła Prawosławnego Tawadrosa II za udział w zebraniu, na którym dowódca armii generał as-Sisi ogłosił zawieszenie konstytucji Egiptu. Kościół koptyjski wyraził poparcie dla działań armii. Według duchownych armia walczyła z „zbrojnymi ugrupowaniami” i „terroryzmem”. Podczas kryzysu w Egipcie zwolennicy Bractwa Muzułmańskiego zniszczyli 49 chrześcijańskich świątyń.
Wieczorem 3 lipca 2013 muzułmanie podpalili budynki katolickiej parafii św. Jerzego w mieście Deldżija w środkowym Egipcie. 6 lipca 2013 koptyjski kapłan został zastrzelony w mieście Al-Arisz w północno-wschodniej części kraju. Z powodu pogarszającej się sytuacji bezpieczeństwa egipskich chrześcijan, koptyjski papież Tawadros II na początku sierpnia odwołał niektóre publiczne wystąpienia w Kairze. Po pacyfikacji obozów zwolenników Mursiego w Kairze nastąpiła fala ataków na chrześcijan, ich domy i świątynie, m.in. w Asjut, Sauhadż, Al-Minji. W ciągu niespełna tygodnia podpalona 80 kościołów, klasztorów i innych miejsc kultu. 16 sierpnia islamiści zaatakowali siedzibę katolickiego biskupa Luksoru, Johannesa Zakarii. W Al-Minji nieznani sprawcy oznaczyli chrześcijańskie domy znakiem „X” i umieścili napisy wzywające do ataków na chrześcijan.

### Kreowanie się nowych władz

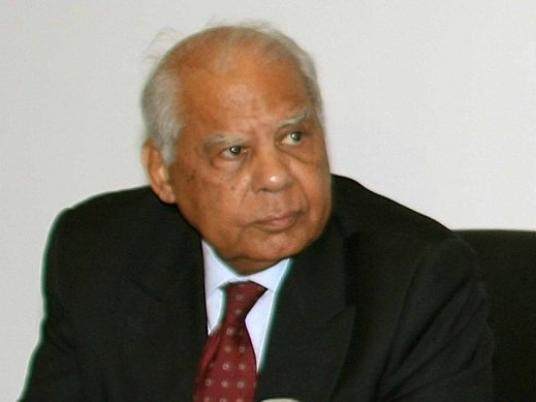
Premier Hazim al-Biblawi

9 lipca 2013 na stanowisko premiera Egiptu mianowany został Hazim al-Biblawi. Nominacje al-Biblawiego ogłoszono po tygodniu spekulacji, kto obejmie stanowisko po obalonym Hiszamie Kandilu. Początkowo opozycja na stanowisko zgłosiła Muhammada el-Baradei’a, jednak sprzeciw wobec tej kandydatury zgłosiła konserwatywna salaficka Partia Nur. Sam el-Baradei 14 lipca 2013 został zastępcą prezydenta. Z kolei Mansur Adli ogłosił, iż wybory parlamentarne odbędą się w ciągu trzech miesięcy od uchwalenia nowej konstytucji przyjętej w referendum zaplanowanego na 14-15 stycznia 2014. Z kolei w ciągu sześciu miesięcy od uchwalenia nowej ustawy zasadniczej ma się odbyć kolejna elekcja, która wyłoni nowego prezydenta. Wcześniej Egipcjanie w referendum mają zagłosować nad poprawkami do konstytucji, które opracują specjalne komisje powołane przez Mansura. Harmonogram wyborów odrzuciło Bractwo Muzułmańskie, gdyż według nich odsunięcie od władzy Mursiego było nielegalne. Wbrew deklaracjom Bractwa Muzułmańskiego, premier Biblawi zapowiedział, że nie wyklucza udziału w tworzonym rządzie osób wywodzących się z Partii Wolności i Sprawiedliwości, politycznego skrzydła Bractwa Muzułmańskiego.
12 lipca 2013 siły bezpieczeństwa zapowiedziały, że nie będą interweniować podczas pokojowych protestów, ale 15 lipca 2013 użyły gazu łzawiącego, gdy w centrum Kairu doszło do starć między zwolennikami Mursiego a mieszkańcami dzielnicy. Kolejne poważne zamieszki wybuchły w nocy z 15 na 16 lipca 2013. Starli się w nich zwolennicy Bractwa Muzułmańskiego z siłami bezpieczeństwa. Dwie osoby poniosły śmierć w kairskiej dzielnicy Giza, a pięć w centrum stolicy. Rannych zostało 261 osób, zatrzymano również 401 osób.
16 lipca 2013 zaprzysiężono tymczasowy rząd Biblawiego. Ministrowie jego gabinetu składali przysięgę przed prezydentem Adli Mansurem. Wicepremierem został generał Abd al-Fattah as-Sisi, który zachował tekę ministra obrony. Swoją funkcję ministra spraw wewnętrznych zachował również Muhammad Ibrahim, odpowiedzialny m.in. za policję. Na czele ministerstwa spraw zagranicznych w tymczasowym rządzie stanął były ambasador w Waszyngtonie w latach 1999-2008 Nabil Fahmi, a ministrem finansów został Ahmad Galal, ekonomista, który pracował w Banku Światowym. Trzema resortami w nowym rządzie kierowały kobiety.

### Chaos i przemoc w państwie i fiasko mediacji międzynarodowej
Mimo wyłonienia się nowych władz, Egipt był pogrążony w chaosie. W egipskich miastach dochodziło do protestów zwolenników obalonego prezydenta. Ministerstwa spraw zagranicznych państw zachodnich wzywały armię egipską do włączenia Bractwa Muzułmańskiego w plan pokojowy i apelowały do swoich obywateli o rozsądek przy planowaniu urlopu w Egipcie, przez co po raz kolejny ucierpiała tamtejsza turystyka. Część rejsów powietrznych do egipskich kurortów została odwołana, reszta „cieszyła się” niską frekwencją.
Kolejna fala przemocy wybuchła 19 lipca 2013. Po piątkowych modłach doszło do przepychanek i starć między zwolennikami i przeciwnikami Bractwa Muzułmańskiego w Al-Mansura. Zginęły tam trzy kobiety. Z kolei W pobliżu Al-Arisz na półwyspie Synaj śmierć poniosło dwóch cywilów, gdy w ich dom trafił pocisk, wystrzelony przez grupę zbrojną. W dniach 22-23 lipca 2013 na Placu Tahrir zginęło siedem osób. Policja zatrzymała około 20 aktywistów islamistycznego Bractwa Muzułmańskiego. 22 lipca 2013 trzy osoby zginęły także w mieście Kaljub położonym w aglomeracji Kairu.

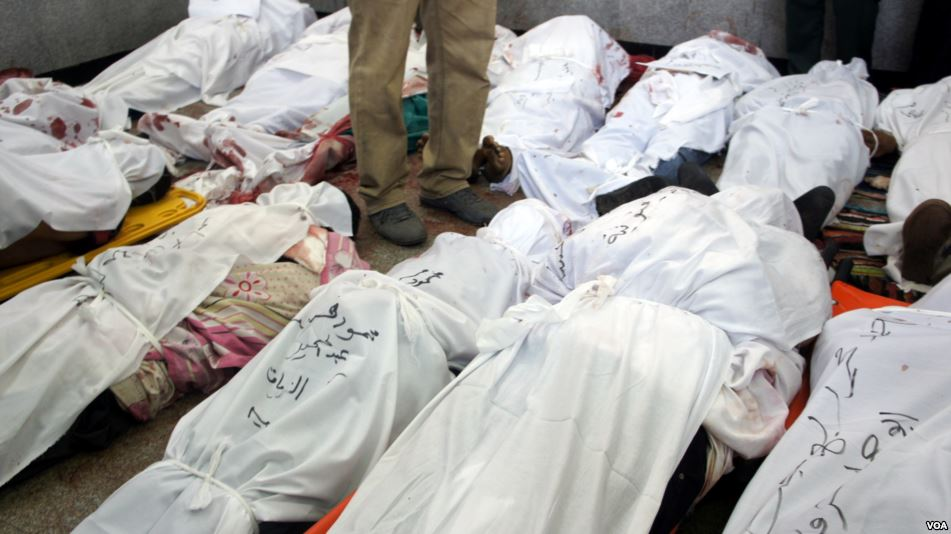
Ciała zabitych zwolenników Bractwa Muzułmańskiego w masakrze z 27 lipca 2013

25 lipca 2013 Muhammad Badi wezwał swoich zwolenników do pokojowych protestów w piątek 26 lipca 2013 przeciwko „wojskowemu zamachowi stanu”. Taki sam apel do zwolenników armii wystosował generał as-Sisi. Tym samym doszło do konfrontacji między stronami. Jej najgwałtowniejszy przebieg odnotowano w Aleksandrii, gdzie śmierć poniosły dwie osoby. 27 lipca 2013 o godz. 3. w nocy policja zaczęła rozpędzać tłum zebrany w pobliżu meczetu Rabaa al-Adawija w Kairze gazem łzawiącym. Gdy to nie pomogło do akcji wkroczyły siły specjalne. Według Bractwa Muzułmańskiego snajperzy strzelali do ludzi z ostrej amunicji z dachów budynków. Zginęły co najmniej 82 osoby, a 175 zostało rannych. Ministerstwo Spraw Wewnętrznych zaprzeczyło, jakoby siły bezpieczeństwa użyły ostrej amunicji przeciwko zwolennikom Mursiego.
Po masakrze pod Rabaa al-Adawiją marsz ku siedziby wywiadu wojskowego przeprowadziły tysiące zwolenników Bractwa Muzułmańskiego. Armia wezwała by demonstranci nie zbliżali się do obiektów wojskowych. Dodano również, że protesty przeciwko obaleniu Mursiego nie będą dłużej tolerowane i władze podejmą wszelkie kroki, by udaremnić związane z nimi akty przemocy. Bractwo Muzułmańskie ogłosiło, iż nie zakończy swojej kampanii protestów. Tymczasem masakra została potępiona przez arenę międzynarodową. Ponadto Francja wezwała armię do uwolnienia obalonego Muhammada Mursiego oraz innych egipskich „więźniów politycznych”. Z kolei Catherine Ashton, która 28 lipca 2013 przybyła do Kairu, zaapelowała do nowych władz o włączenie do procesu transformacji politycznej w Egipcie członków Bractwa Muzułmańskiego oraz przywrócenie porządku konstytucyjnego. 6 sierpnia 2013 do Egiptu przybyli amerykańscy wysłannicy senatorowie John McCain i Lindsey Graham, którzy spotkali się z generałem as-Sisi. Podczas rozmów poruszono kwestie sytuacji w kraju oraz kroki na rzecz „zakończenia politycznej polaryzacji” Egiptu. Wystąpili również z postulatem uwolnienia więźniów politycznych. Do Egiptu zjechali również mediatorzy z Unii Europejskie, Zjednoczonych Emiratów Arabskich i Kataru.
4 sierpnia 2013 nowe władze zapowiedziały, że są skore prowadzić negocjacje polityczne z islamistami, ale ostrzegły, że czas na rozmowy jest ograniczony. 7 sierpnia 2013 Adli Mansur ogłosił fiasko zagranicznej mediacji. Winą za niepowodzenie mediacji Mansur obarczył Bractwo Muzułmańskie. Tego samego dnia premier al-Biblawi ostrzegł, że „cierpliwość rządzących niemal się wyczerpała”, gdyż protestujący „przekroczyli wszelkie granice”. Wśród ich przewinień demonstrantów wymienił podżeganie do przemocy, użycie broni, blokowanie dróg i przetrzymywanie obywateli. W związku z tym szef rządu zagroził rozbiciem dwóch obozów protestujących w stolicy Egiptu. 9 sierpnia 2013 w mieście Fajum na południe od Kairu doszło do potyczki zwolenników i przeciwników Muhammada Mursiego, który 26 lipca 2013 został formalnie zatrzymany. 12 sierpnia 2013 jego areszt w tajnym miejscu przedłużono o 15 dni.
9 sierpnia 2013 z okazji muzułmańskiego święta Id al-Fitr Sekretarz generalny ONZ zaapelował o pojednanie narodowe w Egipcie i powstrzymanie się od aktów przemocy. Tymczasem egipskie władze ogłosiły 12 sierpnia 2013, że odraczają akcję rozbicia obozów demonstrantów. Powodem była chęć uniknięcia rozlewu krwi. 13 sierpnia 2013 ogłosiło, iż jest skłonne podjąć negocjacje z rządem, w których rolę mediatora odegrają przedstawiciele kairskiego meczetu Al-Azhar, najważniejszej instytucji religijnej w Egipcie. Była to odpowiedź na fiasko mediacji międzynarodowej.

### Masakra w Kairze i jej reperkusje

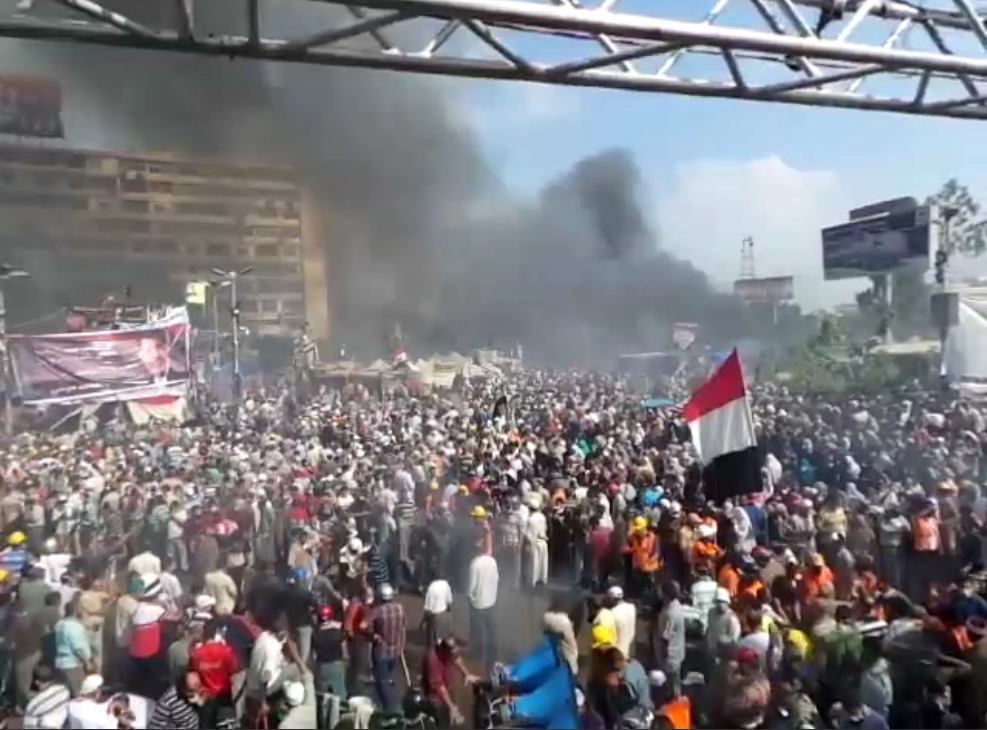
Plac przed meczetem Rabi’a al-Adawijja w południe 14 sierpnia 2013

14 sierpnia 2013 rząd wprowadził stan wyjątkowy oraz godzinę policyjną w 11 prowincjach na okres co najmniej jednego miesiąca w efekcie rozgromienia dwóch obozów zwolenników Muhammada Mursiego. Akcja sił bezpieczeństwa przed meczetem Raba'a al-Adawijja na północy stolicy i placu An-Nahda koło uniwersytetu kairskiego rozpoczęła się o godz. 7. rano. Początkowo protestujących atakowano gazem łzawiącym. Następnie nadleciał śmigłowiec, nadjechały buldożery, które zniosły z powierzchni ziemi obozy oponentów. Podczas akcji policja przez głośniki apelowała do protestujących, by się rozeszli. Następnie rozległy się strzały. Według rzecznika Bractwa Muzułmańskiego do protestujących strzelali policyjni snajperzy. O godz. 9. Ministerstwo Spraw Zagranicznych podało, że plac Al-Nahda jest pod kontrolą sił bezpieczeństwa.
Pacyfikacja zakończona demontażem obozów przeciwników nowego rządu przyniosła setki zabitych. Według Ministerstwa Zdrowia łącznie śmierć poniosło 638 osób, z czego 595 to cywile, a 4. tys. osób zostało rannych. 288 osób zginęło przed meczetem Rabi’a al-Adawijja, połowa z tego w drugim siedzącym obozie na Placu An-Nahda. Reszta osób zginęła w starciach w innych częściach Kairu oraz w przemocy w innych miastach i na prowincji. W efekcie przemocy z 14 sierpnia 2013 do dymisji podał się wiceprezydent Muhammad el-Baradei. Laureat pokojowej Nagrody Nobla został oskarżony o zdradę narodową, rezygnując z powierzonego mu stanowiska. W związku z tym na wrzesień 2013 wyznaczono mu rozprawę sądową. Wcześniej el-Baradei uwał się do Wiednia. Wydarzenia w Egipcie zostały szeroko potępione przez arenę międzynarodową.
Po wydarzeniach z 14 sierpnia 2013, Bractwo Muzułmańskie wezwało swoich zwolenników do udziału w „marszu gniewu milionów” 16 sierpnia 2013. Tego dnia w kilku miastach Egiptu – Kair, Ismailia, Al-Arisz, Aleksandria – doszło do starć w których zginęły 173 osoby, a ponad 1300 zostało rannych. Wśród zabitych był Ammar Badi, syn przywódcy Bractwa Muzułmańskiego. 17 sierpnia 2013 wojsko wkroczyło do meczetu Al-Fatah na placu Ramsis. Po krótkiej wymianie ognia wojsko aresztowało ok. 100 członków Bractwa Muzułmańskiego. Łącznie 17 sierpnia 2013 w zawieruchach w całym kraju zginęło w sumie 79 osób. 18 sierpnia 2013 pod kairskim więzieniem Abu Zabal, napastnicy zaatakowali konwój policyjny, w którym przewożono 612 islamistów. 36 osób zginęło, niektórzy z nich udusili się po użyciu gazu łzawiącego. W okresie od 14 do 18 sierpnia 2013 z powodu użycia przez siły bezpieczeństwa w Egipcie życie straciło łącznie 1089 osób. Amnesty International zaapelowała o niezależne śledztwo w sprawie zabójstw popełnionych przez egipskie siły bezpieczeństwa, a także tortur oraz naruszania praw do swobodnych wypowiedzi i zgromadzeń. Organizacja dodała, że przemoc polityczna wywołała falę przemocy religijnej, kiedy to islamiści atakowali Koptów.
19 sierpnia 2013 prokurator oczyścił z zarzutów korupcji obalonego w 2011 Husni Mubaraka. Tym samym zakończył się ponad dwuletni proces obalonego dyktatora. Jednocześnie prokuratura przedstawiła obalonemu i więzionemu od ponad miesiąca prezydentowi Mohammedowi Mursiemu nowe zarzuty. Wywodzący się z Bractwa Muzułmańskiego polityk miał „podżegać do przemocy” za co został zatrzymany na kolejne 15 dni. Także 19 sierpnia 2013 służby bezpieczeństwa aresztowały duchowego lidera Bractwa Muzułmańskiego Muhammada Badi. Poszukiwany nakazem aresztowania wydanym zaraz po obaleniu Mursiego, został zatrzymany w mieszkaniu w dzielnicy Nasr City na wschodzie Kairu. Na 25 sierpnia 2013 wytyczono datę początku jego procesu oraz innych członków Bractwa Muzułmańskiego. Dzień po aresztowaniu Badiego, Bractwo Muzułmańskie wybrało na tymczasowego przewodniczącego Mahmuda Ezzata. Jednak proces członków Bractwa Muzułmańskiego został odroczony ze względów bezpieczeństwa do 29 października 2013, podobnie jak proces Mubaraka, którego czekała jeszcze sprawa za współudział w zabiciu ponad 800 uczestników rewolucji z 2011.
Mimo tego pierwsze wyroki zapadły 3 września 2013, kiedy egipski trybunał wojskowy skazał 11 członków Bractwa Muzułmańskiego na dożywocie za akty agresji. Z kolei 1 września 2013 prokuratura skierowała do sądu sprawę przeciwko Muhammadowi Mursiemu pod zarzutem dopuszczenia się aktów przemocy i podżegania do przemocy. Wcześniej, bo 29 sierpnia 2013 siły bezpieczeństwa aresztowały Muhammada al-Biltadżiego, sekretarza generalnego Partii Wolności i Sprawiedliwości, politycznego skrzydła Bractwa Muzułmańskiego. Aresztowany wezwał swoich zwolenników do masowych protestów. Tym samym 30 sierpnia 2013 na ulice egipskich miast ponownie wyszli zwolennicy Bractwa Muzułmańskiego. Zakończyły się one śmiercią dziewięciu osób, w tym trzech policjantów zastrzelonych przez islamistów. Kolejne protesty odbyły się 3 września 2013 w dniu ogłoszenia wyroków wobec członków Bractwa Muzułmańskiego.
5 września 2013 doszło do próby zabójstwa ministra spraw wewnętrznych Muhammada Ibrahima Mustafy. Do zorganizowania zamachu na jego życie przyznało się ugrupowanie Ansar Bajt al-Makdis (Ansar Jerusalem; „Stronnicy Jerozolimy”). Grupa chciała zabić ministra za pomocą zamachowca-samobójcy. Był to pierwszy zamach samobójczy w historii Egiptu. Bractwo Muzułmańskie potępiło akt przemocy. Zaatakowany został konwój, który przewoził ministra z jego domu w Nasr City w Kairze do pracy. Rannych zostało 10 policjantów i 11 cywilów. Islamiści ponownie na ulicę wyszli 13 września 2013. Największe protesty odbyły się w Kairze. Tysiące demonstrantów ruszyły w kierunku placu Rabi’a al-Adawijja, gdzie miesiąc wcześniej doszło do masakry. Z kolei podczas demonstracji w Aleksandrii, zginęła jedna osoba.

### Represje wobec Bractwa Muzułmańskiego
23 września 2013 egipski sąd zakazał działalności Bractwu Muzułmańskiemu w kraju, konfiskując wcześniej zamrożone aktywa organizacji, z kolei 8 października 2013 rząd usunął Stowarzyszenie Braci Muzułmanów z rejestru organizacji pozarządowych. W międzyczasie, 30 września 2013 sąd podtrzymał wyrok roku pozbawienia wolności dla premiera obalonego podczas lipcowego puczu, Hiszama Kandila.
Następna fala protestów w Egipcie wybuchła po piątkowych modłach, 4 października 2013. Do zamieszek dochodziło na Placu Tahrir, gdzie zwolennicy Bractwa Muzułmańskiego, skandowali hasła przeciwko gen. Abdelowi Fattahowi as-Sisiemu. W Kairze zginęły dwie osoby. Do zamieszek doszło również na drodze prowadzącej do piramid w Gizie. Sympatycy Bractwa Muzułmańskiego protestowali także w Aleksandrii i dwóch innych miastach Delty Nilu. W Ismailii islamscy bojownicy dokonali ataku na konwój wojskowy, zabijając dwóch wojskowych. Do poważnych starć doszło dwa dni później w 40. rocznicę rozpoczęcia wojny Jom Kipur. W całym kraju w starciach zginęło 51 osób. 45 z nich zginęło w stolicy kraju, natomiast reszta w innych częściach kraju. Rannych zostało 268 osób.
9 października 2013 USA wstrzymały część pomocy wojskowej dla Egiptu, m.in. dostawy czołgów A1/M1 Abrams, myśliwców F-16, śmigłowców Apache i pocisków Harpoon. Sekretarz Stanu USA John Kerry podkreślił, że nie było to równoznaczne ze zerwaniem stosunków bilateralnych. Mimo tego Kair skrytykował decyzję Waszyngtonu. 3 listopada 2013 Egipt odwiedział w ramach podróży po Bliskim Wschodzie sam John Kerry, który spotkał się z gen. as-Sisim. Po tym, jak USA zaprzestały dostarczać uzbrojenia, 14 listopada 2013 Egipt i Rosja podpisały umowę o zakup rakietowych systemów obrony przeciwlotniczej przez Kair.
Kolejna demonstracja dla poparcia Muhammada Mursiego miała miejsce tuż przed planowanym rozpoczęciem jego procesu. 28 października 2013 egipska policja rozproszyła gazem łzawiącym i grubym śrutem demonstrację studentów na uniwersytecie Al-Azhar w Kairze. Proces obalonego prezydenta miał się rozpocząć 4 listopada 2013, jednak został przełożony na 8 stycznia 2014. Mursi i 14 innych osób zostało oskarżonych o „podżeganie” do zabójstwa. Zarzuty wobec Mursiego dotyczą wydarzeń z 5 grudnia 2012, kiedy jego stronnicy i przeciwnicy starli się przed pałacem prezydenckim. Bractwo Muzułmańskie odparło zarzuty, mówiąc, że zwolennicy Mursiego bronili pałacu przed przeciwnikami. W grudniu 2013 Mursiemu zarzucono także spiskowanie z obcymi organizacjami, a także ujawnianie tajemnic obcym państwom.
8 listopada 2013 podczas protestów w Gizie zmarł 12-latek, kiedy użyto broni palnej. 14 listopada 2013 zniesiono trwający trzy miesiące stan wyjątkowy i godzinę policyjną. 15 listopada 2013 jedna osoba zginęła w starciach w Aleksandrii między zwolennikami i przeciwnikami eks-prezydenta Egiptu Muhammada Mursiego. 17 listopada 2013 w Kairze zastrzelono jednego z najwyższych rangą przedstawicieli aparatu bezpieczeństwa, zajmującym się monitorowaniem Bractwa Muzułmańskiego. Z kolei 22 listopada 2013 co najmniej 3 osoby zginęły w zamieszkach w Kairze i Suezie.
27 listopada 2013 sąd w Aleksandrii skazał na 11 lat więzienia 14 członkiń Bractwa Muzułmańskiego za blokowanie ruchu na ulicach Aleksandrii podczas demonstracji z 31 października 2013. Oprócz tego sześciu mężczyzn zostało skazanych na 15 lat więzienia za „namawianie” do blokad podczas demonstracji. Ponadto 28 listopada 2013 jedna osoba zginęła gdy egipskie siły bezpieczeństwa użyły siły do rozpędzenia demonstracji na uniwersytecie w Kairze. Dzień później co najmniej 3 osoby zginęły w starciu między koptyjskimi i muzułmańskimi grupami zbrojnymi w prowincji Minja.
19 grudnia 2013 Sąd w Kairze oczyścił Ahmada Szafika, ostatniego premiera za autokracji Husniego Mubaraka, a także 2 synów Mubaraka, Alaę i Gamala z zarzutów korupcyjnych. 23 grudnia 2013, 450 członków Bractwa Muzułmańskiego aresztowanych po zamachu stanu, rozpoczęło strajk głodowy w proteście przeciwko nieludzkiemu traktowaniu w więzieniu. Więźniowie twierdzą, iż nie zapewniono im opieki medycznej, prawniczej, odmawiano wizyt bliskich, a cele były brudne i przepełnione.
24 grudnia 2013 nad ranem, 16 osób zginęło, a ponad 150 zostało rannych, gdy wybuch samochodu-pułapki uszkodził budynek policji w mieście Al-Mansura w prowincji Ad-Dakahlijja. Rząd oskarżył o przeprowadzenie zamachu Bractwo Muzułmańskie, które jednak potępiło to wydarzenie. Do jego przeprowadzenia przyznało się dżihadystyczne ugrupowanie Ansar Bajt al-Makdis z siedzibą na Synaju. Dzień po zamachu, egipski rząd uznał oficjalnie Bractwo Muzułmańskie za organizację terrorystyczną. Po tym w Egipcie aresztowano 16 członków Bractwa Muzułmańskiego.
26 grudnia 2013 w Kairze doszło do wybuchu bomby w podmiejskim autobusie w wyniku czego rannych zostało pięć osób. Kolejnego dnia policja starła się z przeciwnikami uznania Bractwa Muzułmańskiego za organizację terrorystyczną. Policja użyła gazu łzawiącego przeciwko rzucającym kamienie demonstrantom przed główną siedzibą stołecznego uniwersytetu Al-Azhar, który jest najważniejszym ośrodkiem teologicznym islamu sunnickiego. Zginęła jedna osoba. 28 grudnia 2013 kontynuowano walki z policją. Studenci starli się z policją na kampusie uniwersytetu Al-Azhar i podpalili dwa budynki. W Kairze śmierć poniosła jedna osoba, dwie inne zginęły podczas starć w mieście Damietta oraz Al-Minja.

### Przyjęcie nowej konstytucji i wzmożona fala radykalizmu islamskiego
Pierwsze zamieszki w 2014 miały miejsce już 1 stycznia. Wówczas co najmniej 2 osoby zginęły w starciach między egipskimi siłami porządkowymi a zwolennikami Bractwa Muzułmańskiego w mieście Aleksandria. Dwa dni później, 13 osób zginęło w starciach między demonstrującymi islamistami a ich przeciwnikami i siłami porządkowymi w kilku miastach Egiptu. Ponad 40 osób zostało rannych, a resort spraw wewnętrznych poinformował, że w całym kraju aresztowano 122 demonstrantów, którzy posiadali domowej produkcji granaty lub obrzucali policję koktajlami Mołotowa. Tymczasem 9 stycznia 2014 sąd ogłosił karę trzech lat więzienia dla 63 zwolenników Bractwa Muzułmańskiego, którzy zostali oskarżeni o udział w zamieszkach, posiadanie broni i bandytyzm.
W okresie od sierpnia do grudnia 2013 konstytuanta przygotowywała nowy projekt ustawy zasadniczej w miejsce zawieszonej konstytucji po lipcowym zamachu stanu. Tymczasowy prezydent Adli Mansur ogłosił na dni 14-15 stycznia 2014 przeprowadzenie referendum konstytucyjnego, w którym obywatele wypowiedzieli się za projektem pozbawionym m.in. odwołań do prawa koranicznego. Głosowanie odbyło się w niespokojnej atmosferze. W pierwszym dniu referendum w starciach między siłami porządkowymi a protestującymi zginęło przynajmniej 11 osób, a 28 zostało rannych, z kolei drugiego dnia głosowania w zamieszkach życie straciły dwie osoby, a osiem odniosło obrażenia. Referendum zakończyło się zdecydowanym zwycięstwem zwolenników nowej ustawy zasadniczej (98,1% osób głosowało za). Wyniki głosowania ogłoszono 18 stycznia 2014 i wówczas nowa konstytucja weszła w życie.
Dzień po referendum na kairskim uniwersytecie doszło do starć zwolenników Bractwa Muzułmańskiego z policją w wyniku czego zginęła jedna osoba. Po ogłoszeniu wyników referendum również nie było spokojnie. 23 stycznia 2014 w mieście Bani Suwajf, położonym 100 km na południe od Kairu nieznani sprawy zabili pięciu policjantów. Według rządu za atakiem stało zbrojne skrzydło Bractwa Muzułmańskiego. Kolejnego dnia rano w centrum stolicy doszło do potężnego wybuchu samochodu-pułapki na parkingu kairskiego urzędu bezpieczeństw w wyniku czego zginęły cztery osoby, a 76 zostało rannych. Po zamachu rozległa się kanonada z broni palnej. Za zamachem stało ugrupowanie Ansar Bajt al-Makdis. Trzy godziny później w dzielnicy Dukki rzucono granat w pojazd z funkcjonariuszami sił bezpieczeństwa. Zginął jeden policjant, a 15 osób zostało rannych. Doszło również do wybuchu przed komisariatem policji Gizie, jednak nie pociągnął on za sobą ofiar. Tymczasem w godzinach popołudniowych tego samego dnia ładunek wybuchowy eksplodował w pobliżu kina przy prowadzącej do Gizy ulicy Haram. Celem zamachu byli ponownie policjanci. Zginął jeden z nich. Ponadto oprócz aktów terrorystycznych, w zamieszkach w Kairze i kilku innych egipskich miastach zginęło łącznie 11 osób.
25 stycznia 2014, w trzecia rocznicę wybuchu rewolucji z 2011, doszło do krwawych starć zwolenników tymczasowego rządu z islamistami. Walczących próbowała rozdzielić policja, używająca gazu łzawiącego, gumowych kul oraz i śrutu. Łącznie tego dnia w Kairze, Gizie oraz Aleksandrii śmierć poniosło 49 osób.
Pod koniec stycznia 2014 powołano kolejne islamistyczne ugrupowanie – Adżnad al-Misr („Wojownicy Egiptu”). Grupa pierwszego ataku dokonała 7 lutego 2014 w Gizie, raniąc sześciu funkcjonariuszy na posterunku policyjnym. Z kolei 16 lutego 2014 doszło do pierwszego ataku na turystów. Ansar Bajt al-Makdis w Tabie pod granicą z Izraelem zabiło trzech południowokoreańskich turystów i ich kierowcę. Następnie dżihadyści poradzili zagranicznym turystom opuścić Egipt, „zanim będzie za późno”.
Trzy osoby zginęły w starciach egipskich sił porządkowych z islamistycznymi demonstrantami w Kairze. Sześciu egipskich żołnierzy zginęło w ataku na posterunek na obrzeżach Kairu z 15 marca 2014. 28 kwietnia 2014 sąd w Al-Minji w południowym Egipcie skazał 683 zwolenników islamistycznego Bractwa Muzułmańskiego na śmierć za akty przemocy podczas zamieszek w sierpniu 2013. Wśród skazanych był lider ruchu Muhammad Badi. Ponadto sąd w Kairze zdelegalizował ruch młodzieżowy 6 kwietnia, który odegrał znaczącą rolę w mobilizowaniu protestów przeciwko autokracji ówczesnego prezydenta Husniego Mubaraka na początku 2011.

### Wybory prezydenckie i zwycięstwo marszałka as-Sisiego
27 stycznia 2014 pełniący obowiązki prezydenta Adli Mansur awansował gen. as-Sisiego na stanowisko marszałka. Ponadto armia udzieliła mu mandatu do kandydowania w wyborach prezydenckich, jednak by móc wystartować w nich, wedle konstytucji musi przejść w stan spoczynku. Stało się to 26 marca 2014, kiedy głównodowodzący sił zbrojnych i minister obrony Egiptu, ogłosił rezygnację z zajmowanych stanowisk i oficjalnie ogłosił zamiar ubiegania się o prezydenturę. 28 marca 2014 pięć osób, w tym dziennikarka, zginęły podczas zamieszek w Kairze i Aleksandrii, po decyzji generała as-Sisiego o wystartowaniu w wyborach prezydenckich.
Rejestracja kandydatów do wyborów prezydenckich zaplanowanych na dni 26-27 maja 2014, rozpoczęła się 30 marca 2014 i trwała do 20 kwietnia 2014. 15 kwietnia 2014, sąd zakazał rejestracji kandydatom związanym z Bractwem Muzułmańskim. Wobec tego zarejestrowało się jedynie dwóch kandydatów – marszałek as-Sisi oraz lewicowy kandydat Hamdin Sabahi partii Ludowy Prąd. Marszałek as-Sisi zapowiedział, że jeśli wygra wybory to w Egipcie nie będzie miejsca dla Bractwa Muzułmańskiego. W czasie represji wobec członków Bractwa Muzułmańskiego po lipcowym zamachu stanu, w Egipcie aresztowano 17 tys. islamistów. W międzyczasie, bo 24 lutego 2014 premier Hazim al-Biblawi podał cały swój rząd do dymisji, bez podania bezpośredniego powodu tej decyzji. 1 marca 2014 jego stanowisko objął Ibrahim Mahlab. Tymczasem w trakcie kampanii wyborczej, w kwietniu 2014 rząd ogłosił podwyżkę cen paliw, energii elektrycznej, wody oraz nałożono zakazu używania z urządzeń klimatyzacyjnych o dużej mocy, zapobiegając kryzysowi energetycznemu, który groził państwu.
Wybory były monitorowane przez szereg organizacji międzynarodowych m.in. w Egipcie przebywali obserwatorzy z Unii Afrykańskiej, Ligi Państw Arabskich, Wspólnego Rynku Afryki Wschodniej i Południowej oraz Unii Europejskiej. Głosowanie zaplanowane pierwotnie na dwa dni zostało przedłużone o jeden dzień z powodu niskiej frekwencji. Ostatecznie frekwencja wyborcza wyniosła 47,7%. Wybory zdecydowanie wygrał marszałek as-Sisi zdobywając poparcie rzędu 96,9%, z kolei jego jedyny rywal Hamadin Sabahi 3,1%.